# Фильмография Джона Берримора

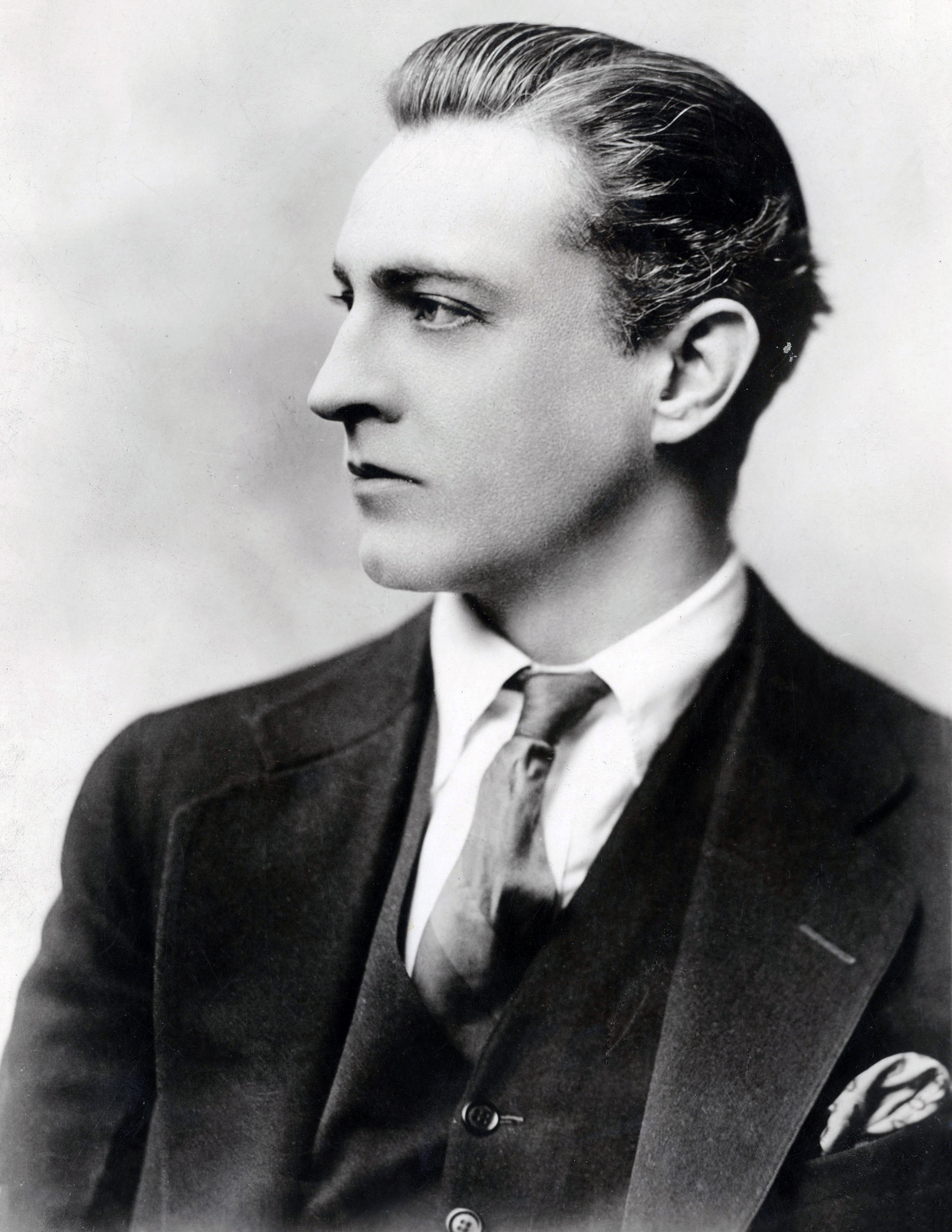
Джон Берримор, в 1918 году.

Джон Берримор (урождённый Джон Сидни Блайт; 1882–1942) был американским актёром театра, кино и радио, который появился в более чем 40 пьесах, 60 фильмах и 100 радиопостановках. Он был младшим ребёнком в семье актёров Мориса Берримора и Джорджианы Дрю Берримор, а его братом и сестрой были Лайонел и Этель, вместе они были известны как „королевская семья“ актёров Америки, и по словам его биографа Мартина Ф. Нордена, Джон «возможно, был самым влиятельным и боготворимым актёром своего времени».
После того, как Берримор попытался начать карьеру в искусстве, став иллюстратором в «New York Journal American», отец уговорил его появиться на сцене в 1901 году в спектакле «Человек мира», театр оказался интереснее газетной индустрии, и он быстро сменил профессию. В 1904 году он появился в своём первом сценическом шоу на Бродвее, где выступал в лёгких комедиях и мюзиклах до 1914 года, после он начал обращаться к более серьёзным ролям, начав с постановок «Жёлтый билет» и «Взлом». В том же году он начал работать в полнометражных фильмах и появился в девяти картинах между 1914 и 1918 годами, все из которых были комедиями в жанре фарса или буффонады. В 1920-х годах роли в кино стали более серьёзными, и он появился в главной роли в фильме «Доктор Джекил и мистер Хайд» (1920), за которым последовали «Пожиратель лотоса» (1921), «Шерлок Холмс» (1922), «Красавчик Браммел» (1924) и «Морское чудовище» (1926). В перерывах между ролями в кино он также исполнил главные роли в двух крупных театральных шекспировских постановках. В 1920 году он сыграл Ричарда, герцога Глостера в постановке «Ричард III», несмотря на успех, пьеса закрылась всего после 31 представления, когда Берримор «потерял сознание от физического и нервного истощения, связанных с ролью». В ноябре 1922 года он сыграл главную роль в «Гамлете» на Бродвее, пьесу ставили 101 раз, прежде чем отправиться гастролировать по США до января 1924 года. Норден описал реакцию критиков как «всеобщее одобрение постановки как лучшего Гамлета, которого они когда-либо видели». После гастролей по США Берримор приехал с постановкой в Лондон, где она была поставлена ещё 68 раз. Газета «The Manchester Guardian» позже назвала первое представление «самой запоминающейся премьерой за многие годы».
Успех «Гамлета» был настолько велик, что «Warner Bros.» подписали с Берримором контракт на съёмки в кино. Когда его время в «Warner Bros.» закончилось, он подписал контракт с «United Artists» на съёмки трёх полнометражных фильмов: «Любимый плут» (1927), «Буря» (1928) и «Вечная любовь» (1929). Когда этот контракт закончился, он вернулся в «Warner Bros.» для участия ещё в пяти фильмах, после чего ушёл в «Metro-Goldwyn-Mayer», где он появился в таких фильмах как «Гранд-отель», «Билль о разводе» и «Распутин и императрица» вышедшие в 1932 году. По словам Нордена, после окончания контракта с «MGM» он стал «актёром-универсалом». В сентябре 1940 года Берримору было предложено оставить свой отпечаток во дворе Китайского театра Граумана, вместо традиционного отпечатка рук и ног Берримор оставил свой  профиль лица, отражающий его прозвище «Великий профиль». 8 февраля 1960 года он получил звезду на Голливудской Аллее славы.
Хотя Берримор появился в ряде успешных фильмов в 1930-х годах, включая «Адвокат» (1933) и «Двадцатый век» (1934), его растущий алкоголизм привёл к потере памяти и неспособности запоминать свои реплики. Его проблемы с алкоголем повлияли и на его уверенность в себе, и он признался Хелен Хейс, своей партнёрше по фильму «Ночной полет», что он «полностью потерял самообладание» и что он «никогда не сможет выступать перед публикой после этого». В 1935 году он был госпитализирован из-за того, что не смог вспомнить ни свои семь реплик для фильма «Шляпа, пальто и перчатка», ни имя своего персонажа. После выписки из больницы он пережил кратковременное возрождение карьеры, хотя, со слов Нордена, большая часть его киноработ «не отличалась особой оригинальностью». Историки кино Дональд МакКэффри и Кристофер Джейкобс полагают, что «вклад Берримора в искусство киноактёрской игры начал угасать» после середины 1930-х годов. Берримор также вёл плодотворную карьеру на радио, включая трансляцию шести пьес Шекспира в рамках серии «Времена Шекспира». Большая часть его радиоработ была связана с 74 эпизодами шоу «Лучшее шоу» с Руди Валле, именно во время записи шоу в мае 1942 года Берримор потерял сознание и был госпитализирован, после чего скончался 29 мая.